# Grêmio Esportivo Torrense
O Grêmio Esportivo Torrense é um clube brasileiro de futebol, da cidade de Torres, no estado do Rio Grande do Sul. Suas cores são verde e branco.

## História
O Torrense foi fundado no dia 21 de abril de 1949. Disputou divisões inferiores do Campeonato Gaúcho de Futebol.
No dia 13 de dezembro de 1998, o clube conquistou seu maior título: o Campeonato Gaúcho da Segunda Divisão, quando venceu o Avenida por 2 a 0, em Santa Cruz do Sul.
Em 1999, o clube obteve resultados expressivos como o empate em 1 X 1 com o Sport Club Internacional e a vitória por 3 X 1 contra o Esporte Clube Criciúma. Na divisão de acesso ao Campeonato Gaúcho não obteve bons resultados no primeiro semestre, mesmo repetindo quase o mesmo elenco campeão do ano anterior.
O último jogo que o Grêmio Esportivo Torrense realizou como equipe profissional foi no dia 14 de novembro de 1999 na cidade de Bagé contra o Grêmio Bagé, válido pelo Campeonato Gaúcho Divisão de Acesso. Na ocasião o Torrense foi derrotado pelo placar de 2 a 0. A última escalação do Grêmio Esportivo Torrense como profissional foi: Nivaldo, Biga, Cleiton, Janilson e Barbosa; Zico, Tarcísio, Daia e Monteiro; Alex e Gino.
No ano de 2000 o Torrense disputa a Taça Serramar, um campeonato regional do litoral norte do Rio Grande do Sul e sagrou-se campeão. No elenco o clube contou com atletas que participaram do título gaúcho da Segunda Divisão como Vanderson, Rodrigo Gomes, Janilson e Tarcísio. Na final, derrota a equipe do Jaú por 2 x 1 com gols de Sorriso e Naninho. O Torrense jogou com: Lagarto, Marcelo Torres, Rangel (Marquinhos), Janilson e Rodrigo Gomes; Sandro, Vanderson, Tarcísio (Vlad) e Monteiro; Sorriso e Naninho (Elizandro). O técnico era Jair Silva, Cabeça.
Em função dos altos gastos da campanha do título da Segunda Divisão do Campeonato Gaúcho, o Torrense deu uma pausa em seu departamento esportivo. Mas em abril de 2008, volta a disputar competições oficiais, iniciando sua participação no Campeonato Municipal de Torres no dia 18 de Maio.

## Títulos
| Estaduais         | Estaduais                   | Estaduais | Estaduais  |
|                   | Competição                  | Títulos   | Temporadas |
| ----------------- | --------------------------- | --------- | ---------- |
| Rio Grande do Sul | Campeonato Gaúcho - Série B | 1         | 1998       |

### Outras Conquistas

#### Torneios Regionais
- Taça Serramar: 2000.